# فرانک کوریر
فرانک کوریر (انگلیسی: Frank Currier؛ ‏ ۴ سپتامبر ۱۸۵۷ – ۲۲ آوریل ۱۹۲۸) کارگردان فیلم، بازیگر و تهیه‌کننده فیلم اهل ایالات متحده آمریکا بود.
از فیلم‌ها یا برنامه‌های تلویزیونی که وی در آن نقش داشته‌است، می‌توان به
پنجاه‌پنجاه، پایان تور، جشن بزرگ، بن هور، شاهین دریا، دشمن، راز خانوادگی و مه اشاره کرد.